# Hemmesjö-Tegnaby distrikt
Hemmesjö-Tegnaby distrikt är ett distrikt i Växjö kommun och Kronobergs län.
Distriktet ligger öster om Växjö.

## Tidigare administrativ tillhörighet
Distriktet inrättades 2016 och utgörs av socknarna Hemmesjö och Tegnaby i Växjö kommun
Området motsvarar den omfattning Hemmesjö med Tegnaby församling fick 1854 när socknarnas församlingar gick samman.